# Tribunal de la Communauté de développement d'Afrique australe
Le Tribunal de la Communauté de développement d'Afrique australe (le « Tribunal ») est une institution de la Communauté de développement d'Afrique australe créée par l'article 16 de son traité fondateur,.

## Dispositions légales

### Première tentative (1992-2012)
Les dispositions relatives au Tribunal sont à l’article 16 du traité CDAA. Le Tribunal a pour objectif d’assurer la bonne interprétation des dispositions du traité et des instruments subsidiaires.
Le traité renvoie ensuite au protocole établissant le Tribunal, qui fait partie intégrante du traité. Il dispose, en particulier, que le protocole doit spécifier : la durée de nomination des membres du Tribunal, que le Tribunal se saisit des questions qui lui sont référées par le Sommet et le Conseil. Enfin, l’article 16 dispose que les dispositions du traité sont contraignantes.
Le Protocole relatif au Tribunal et aux règles de procédures fut adopté le 7 août 2000. Le Botswana ratifia le protocole avant l’amendement au traité de 2001 puis, après cet amendement, le Lesotho, Maurice et la Nambie ratifièrent le protocole.
Le protocole fut amendé le 3 octobre 2002 à Luanda,.

#### Jurisprudence

##### Jurisprudences diverses
La jurisprudence du Tribunal s’est développé sur trois ans, avec notamment les affaires suivantes :
- Ernest Francis Mtingwi v SADC Secretariat,
- Bookie Monica Kethusegile-Juru v the Southern African Parliamentary Forum,
- Mondlane v SADC Secretariat,
- Kanyama v SADC Secretariat,
- Swissbourgh Diamond Mines (Pty) Ltd and Others v Kingdom of Lesotho,
- United Republic of Tanzania v Cimexpan (Mauritius) Ltd and Others,
- Zimbabwe Human Rights NGO Forum v Republic of Zimbabwe,
- Barry L.T. Gondo and 8 others v the Republic of Zimbabwe,
- Luke Tembani v Republic of Zimbabwe,
- United People’s Party v Southern African Development Community and others.

##### Dissolution: l’affaire Campbell
L’affaire Mike Campbell (Pvt) Ltd and others v Republic of Zimbabwe, soumise le 11 octobre 2007 et décidée le 28 novembre 2008, conduisit à la suspension du Tribunal puis à sa dissolution. L’affaire portait sur la protection du droit de propriété des demandeurs. Le Tribunal ordonna au Zimbabwe de protéger les droits de propriétés des terres des demandeurs. Seuls trois des demandeurs n’obtinrent pas gain de cause, mais durent être compensé par le Zimbabwe pour l’achat de leurs terres.
Le Zimbabwe refusa d’appliquer la décision. En conséquence les demandeurs se tournèrent vers le Tribunal qui saisit le sommet en vertu de l’article 32(5) du traité CDAA.
La pression diplomatique du Zimbabwe et le manque de respect pour l'état de droit dans les États membres conduisit le Sommet à suspendre puis à démanteler le Tribunal en août 2012.

#### Critiques
La dissolution du tribunal fut contestée devant la Commission africaine des droits de l'homme et des peuples. Cependant celle-ci a indiqué dans l'affaire Luke Munyandu Tembani and another v Angola and 13 others que la charte africaine des droits de l'homme et des peuples ne garantissait que le droit des individus à accéder aux juridictions nationales et ne portait pas sur les organisations internationales et leurs juridictions.

### Nouveau Tribunal (depuis 2014)
Le 18 août 2014, le Sommet adopta un nouveau protocole relatif au Tribunal. Son contenu diffère du premier protocole et n'établit ce tribunal que dans le but de régler les différends entre les États membres, sans que celui-ci ne soit accessible aux individus.
Le nouveau tribunal n'est pas intégré au sein du traité et son protocole est similaire aux autres protocoles annexés au traité CDAA.

## Sources